# NGC 853
NGC 853 este o emission-line galaxy⁠(d) situată în constelația Balena. A fost descoperită în 28 noiembrie 1785 de către William Herschel. Se află la o distanță de 20,77 de megaparseci de Pământ.